# Murraya tetramera
Murraya tetramera är en vinruteväxtart som beskrevs av Cheng Chiu Huang. Murraya tetramera ingår i släktet Murraya och familjen vinruteväxter. Inga underarter finns listade i Catalogue of Life.